# Alejandro de Chipre
Alejandro de Chipre, Alejandro de la isla o Alejandro el monje (Ἀλέξανδρος μοναχός) fue un religioso griego , probablemente chipriota ya mencionado por Miguel Glicas en 1120, por lo que se cree que fue anterior. Se conservan dos oraciones: un panegírico sobre san Bernabé y un escrito sobre la Vera Cruz.